# Paolo Buonvino
Paolo Buonvino, né en 1968 à Scordia, est un compositeur et chef d'orchestre italien.

## Biographie
Paolo Buonvino a été assistant de Franco Battiato.
Il a reçu le Ruban d'argent de la meilleure musique de film et le David di Donatello du meilleur musicien en 2008 pour Caos calmo, ainsi que les deux mêmes récompenses en 2009 pour Italians,.

## Filmographie sélective
Sauf indication contraire, les informations mentionnées dans cette section peuvent être confirmées par la base de données cinématographiques IMDb,  présente dans la section « Liens externes ».
- 2006 : Il mio miglior nemico de Carlo Verdone
- 2006 : Napoléon (et moi) de Paolo Virzì
- 2007 : Béton armé (Cemento armato) de Marco Martani
- 2015 : Père et Fille (Fathers and Daughters) de Gabriele Muccino
- 2016 : 7 minuti de Michele Placido

## Discographie
- Caos calmo (2008)
- Italians (2009)